# Ruprecht III av Pfalz
Ruprecht III av Pfalz, född 5 maj 1352 i Amberg, död 18 maj 1410 på borgen Landskron nära Oppenheim, var kurfurste av Pfalz 1389 och kung av Tyskland från 1400.

## Biografi
Han var son till Ruprecht II av Pfalz och Beatrice av Sicilien.
Ruprecht ärvde 1398 sin faders kurvärdighet, framträdde jämte Johan II av Nassau (ärkebiskop av Mainz) som ledare för de med kung Wencel IV missnöjde furstarna och valdes 21 augusti 1400 av Mainz, Trier, Köln och Pfalz till Tysklands kung, sedan de förklarat Wenceslaus avsatt.
Sedan Ruprecht vunnit tämligen allmänt erkännande i Sydtyskland och krönts i Köln (6 januari 1401, först 1407 lyckades han bli krönt i Aachen), begav han sig till Italien för att söka vinna kejsarkronan och hejda Milanos alltjämt växande makt. Men lämnad utan tillräckligt understöd av sina italienska vänner (särskild Florens), måste han 1402 med oförrättat ärende återvända till Tyskland. Varken Ruprechts personliga egenskaper eller hans maktmedel var tillräckliga. Wenceslaus var visserligen för dådlös för att på allvar söka återvinna sin krona, men Ruprechts alla försök att återställa ordning och fred i landet stötte på ett envist motstånd. Hans förre bundsförvant Johan II av Nassau trädde 1405 i spetsen för ett förbund med syfte att värna riksständernas rättigheter mot kronan. Förgäves fordrade Ruprecht förbundets upplösning. Då Ruprecht i den stora kyrkliga striden ställde sig på den romerske påvens sida, erkände konsiliet i Pisa Wenceslaus som rättmätig tysk kung. Ruprecht stod just i begrepp att med vapenmakt hävda sin ställning, då han plötsligt avled. Han är begraven i Heidelberg.

## Barn
I sitt giftermål med Elisabet av Nürnberg, dotter till pfalzgreven Fredrik V av Nürnberg, hade han 9 barn. Mellan de 4 söner, som överlevde honom, hade han i en huslag av 1410 delat de pfalziska besittningarna.
1. Margareta av Pfalz, född 1376, död 1434, gift med Karl II av Lothringen.
2. Ludvig III den skäggige av Pfalz, född 1378, död 1436, kurfurste 1410. Gift först med Blanche av England och därefter med Matilda av Savojen
3. Elisabeth av Pfalz, född 1381, död 1408, gift med Fredrik IV av Habsburg.
4. Johan av Pfalz född 1383, död 1443, gift med Katarina av Pommern.
5. Stefan av Pfalz född 1385, död 1459. Pfalzgreve 1410.
6. Otto I av Mosbach född 1390, död 1461, gift med Johanna of Bayern-Landshut.